# Pietro Savi
Pietro Savi (1811 - 1871), fue un médico, algólogo y botánico italiano.
Hijo de Gaetano Savi y hermano de Paolo, se convirtió en el asistente de su padre en 1830 en el Departamento de Botánica de la Universidad de Pisa, y reemplazándolo en las lecciones desde 1834. Nominado en 1839 como profesor adjunto de tales enseñanzas, y desde 1844 titular. También sustituyó a su padre como director del Jardín Botánico de Pisa en 1842, permaneciendo en el cargo hasta su muerte.
Fue uno de los principales líderes de la Accademia valdarnese y socio activo de la Accademia dei Georgofili.

## Algunas publicaciones
- 1844. Florula gorgonica. 39 pp. en línea
- 1843. Descrizione della Fimbristylis gioniana del dottor Pietro Savi. Ed. R. Prosperi, 8 pp. en línea
- 1842. Sopra una nuova specie di fimbristylis. Lettera del dott. Pietro Savi professore di botanica nell'Università di Pisa, al dott. Filippo Parlatore, professore di botanica nell'I. e R. museo di Firenze. Ed. Ranieri Prosperi, 3 pp. en línea
- 1834. Continuazione delle ricerche sulla fecondazione della salvina natans del d. Pietro Savi. Ed. presso i fratelli Nistri e c., 8 pp. en línea